# Pogoniulus leucomystax
Pogoniulus leucomystax là một loài chim trong họ Lybiidae.